# الجمهورية الفرنسية الرابعة
كانت الجمهورية الفرنسية الرابعة (باللغة الفرنسية: La Quatrième République Française) الحكومة الجمهورية لفرنسا بين عامي 1946 و 1958، تحت حكم الدستور الجمهوري الرابع. كانت الجمهورية الفرنسية الرابعة تعتبر، من عدة نواحٍ، إحياءً لجمهورية الثالثة التي كانت موجودة في فرنسا من عام 1870 خلال الحرب الفرنسية البروسية، حتى عام 1940 خلال الحرب العالمية الثانية، وعانت الحكومتان من العديد من المشاكل المشتركة. تبنت فرنسا الدستور الخاص بالجمهورية الرابعة في 13 أكتوبر من عام 1946.
على الرغم من الخلل السياسي الذي كانت تعاني منه الجمهورية الفرنسية الرابعة، لكنها شهدت حقبة من النمو الاقتصادي الكبير وإعادة بناء المؤسسات الاجتماعية والصناعية في البلاد بعد الحرب العالمية الثانية، وذلك بعد المساعدة التي قدمتها الولايات المتحدة الأمريكية لفرنسا من خلال مشروع مارشال. كما شهدت الجمهورية الفرنسية الرابعة بداية التقارب مع ألمانيا التي لطالما كانت عدوًا لها، ما خلق تعاونًا فرنسيًا ألمانيًا، وطور، في نهاية المطاف، الاتحاد الأوروبي.
أجريت بعض المحاولات الهادفة إلى تقوبة السلطة التنفيذية في الحكومة لتفادي الوضع غير المستقر الذي كان يسيطر على البلاد قبل الحرب، إلا أنها باءت بالفشل، وشهدت الجمهورية الرابعة تغييرات متكررة في التركيبة الحكومية، إذ شهدت الحكومة واحدًا وعشرين إدارة مختلفة في عمرها الذي لا يتجاوز 12 عامًا. علاوة على ذلك، أثبتت الحكومة فشلها في اتخاذ قرارات فعالة بشأن إنهاء استعمار العديد من المستمرات الفرنسية المتبقية. انهارت الجمهورية الفرنسية الرابعة، بعد سلسلة من الأزمات، كانت أهمها الأزمة الجزائرية عام 1958. عاد الزعيم الحربي، شارل ديغول، من تقاعده لرئاسة إدارة انتقالية كُلقت بوضع دستور فرنسي جديد. حُلّت الجمهورية الفرنسية الرابعة من خلال استفتاء عام أُجري في 5 أكتوبر من عام 1958، وتأسست من خلاله الجمهورية الفرنسية الخامسة المستمرة إلى يومنا هذا برئاسة معززة.

## تأسيس الجمهورية الفرنسية الرابعة (1944 – 1954)
بعد تحرير فرنسا في عام 1944، حٌلت حكومة فيشي، وأُسست الحكومة المؤقتة للجمهورية الفرنسية (باللغة الفرنسية: Gouvernement provisoire de la République française, GPRF)، والتي تعرف أيضًا باسم اللجنة الفرنسية للتحرير الوطني، بعد أن طلب المجلس الاستشاري المؤقت -بالإجماع- تمثيله بالشكل الصحيح. مع فقدان معظم سياسيي البلاد لمصداقيتهم بسبب تعاونهم، بشكل أو بآخر، مع ألمانيا النازية، أصبحت كل من الديغولية (نسبة إلى شارل ديغول)، والشيوعية، القوتان السياسيتان الأكثر شعبية في فرنسا.
قاد شارل ديغول الجبهة الشعبية بين عامي 1944 و 1946. وفي الوقت نفسه، جرت مفاوضات حول الدستور الجديد المقترح، الذي كان من المقرر طرحه للاستفتاء. أيد شارل ديغول فكرة إقامة نظام رئاسي للحكومة، وانتقد إعادة ما أطلق عليه، بازدراء، اسم «نظام الأحزاب». استقال ديغول من منصبه في شهر يناير من عام 1946 ليحل محله فيليكس جوين المنتمي للفرع الفرنسي للمنظمة العمالية الدولية. في نهاية المطاف، لم يؤيد مسودة الدستور، التي كانت تنص على إقامة حكومة مبنية على أحد أشكال التشريع الأحادي، إلا الحزب الشيوعي الفرنسي والفرع الفرنسي للمنظمة العمالية الدولية. رُفضت المسودة في استفتاء شعبي أجري في 5 مايو من عام 1946.
في انتخابات عام 1947، حاول تجمع الجمهوريين اليساريين، الذي اشتمل على الحزب الراديكالي الاشتراكي، والاتحاد الديمقراطي والاشتراكي للمقاومة، وغيرها من الأحزاب المحافظة، الوقوف في وجه التحالف المسيحي الديموقراطي الاشتراكي المنطوي على الحركة الجمهورية الشعبية، والفرع الفرنسي للمنظمة العمالية الدولية والحزب الشيوعي الفرنسي، إلا أن جميع محاولاته باءت بالفشل. تضمنت الجمعية التأسيسية الجديدة 166 نائب من حزب الحركة الجمهورية الشعبية، و 153 نائبًا من الحزب الشيوعي الفرنسي و 128 نائبًا من الفرع الفرنسي للمنظمة العمالية الدولية، ما منح التحالف الثلاثي أغلبية مطلقة داخل الجمعية الجديدة. انتخب جورج بيدو، من الحركة الجمهورية الشعبية، لرئاسة الحكومة خلفًا لفيليكس جوين.

## الثلاثون المجيدة
الثلاثون المجيدة هي فترة ازدهار اقتصادي كبير استمرت لمدة ثلاثين عامًا من 1945 إلى 1975. في عام 1944، أدخل شارل ديغول سياسة اقتصادية توجيهية شملت سيطرة حكومية كبيرة على الاقتصاد الرأسمالي، وأدت إلى ثلاثين عامًا من النمو غير المسبوق.
رغم الدمار الواسع الذي خلّفته الحرب، لم تحصل فرنسا على تعويضات كبيرة من ألمانيا المهزومة. ساهم مشروع مارشال الأمريكي (1948–1951) في إنعاش الاقتصاد الفرنسي، حيث قدمت الولايات المتحدة 2.3 مليار دولار بدون حاجة إلى السداد، مما جعل فرنسا ثاني أكبر مستفيد بعد بريطانيا. إجمالي المنح والقروض الأمريكية لفرنسا بين 1946 و1953 بلغ 4.9 مليار دولار. وقد وفرت تلك الأموال تمويلًا ضروريًا لتحديث أنظمة النقل، وتوليد الكهرباء، والصناعات الأساسية بما في ذلك الإسمنت والفحم والصلب. اشترط المشروع تحديث الأنظمة الصناعية والإدارية الفرنسية، وتحرير التجارة، وتحقيق علاقات اقتصادية ودية مع ألمانيا الغربية.
نما الاقتصاد الفرنسي بسرعة مماثلة لاقتصادات الدول المتقدمة الأخرى التي شاركت في خطة مارشال مثل ألمانيا الغربية وإيطاليا واليابان. تميزت هذه العقود من الازدهار الاقتصادي بالإنتاجية العالية، والأجور المرتفعة، ومعدلات الاستهلاك العالية، بالإضافة إلى نظام متطور من الفوائد الاجتماعية. وفقًا لدراسات مختلفة، ارتفعت القوة الشرائية الحقيقية لرواتب العامل الفرنسي العادي بنسبة 170% بين 1950 و1975، بينما زاد الاستهلاك الخاص الإجمالي بنسبة 174% بين 1950 و1974.
شهد مستوى المعيشة في فرنسا تحسنًا كبيرًا بعد أن كان متأثرًا سلبًا بسبب الحرب العالمية. وأصبحت فرنسا واحدة من أعلى الدول في مستوى المعيشة عالميًا. كما أصبحت فرنسا أكثر تحضرًا؛ حيث شهدت العديد من المناطق الريفية انخفاضًا في عدد السكان بينما نمت المناطق الحضرية الكبرى بشكل كبير، لا سيما باريس. وازدادت ملكية السلع والمرافق المنزلية بشكل ملحوظ.
تسبب أزمة النفط 1973 العالمية في تباطؤ النمو الاقتصادي، مما أنهى هذه الفترة المزدهرة في منتصف السبعينيات. وصف توماس بيكيتي الثلاثون المجيدة بأنها فترة "تعويض استثنائي" بعد الحروب العالمية، مشيرًا إلى أن معدل النمو الطبيعي في الدول الغنية هو حوالي 1.5–2%، بينما تراجع النمو في أوروبا إلى 0.5% بين 1913 و1950، ثم عاد للارتفاع بمعدل 4% بين 1950 و1970، قبل أن يستقر مجددًا عند 1.5–2% من 1970 فصاعدًا.